# Allocosa sublata
Allocosa sublata là một loài nhện trong họ wolfspinnen (Lycosidae).
Loài này thuộc chi Allocosa. Allocosa sublata được M. E. Montgomery miêu tả năm 1902.